# Camponotus rufipes
Camponotus rufipes är en myrart som först beskrevs av Fabricius 1775.  Camponotus rufipes ingår i släktet hästmyror, och familjen myror. Inga underarter finns listade.

## Bildgalleri

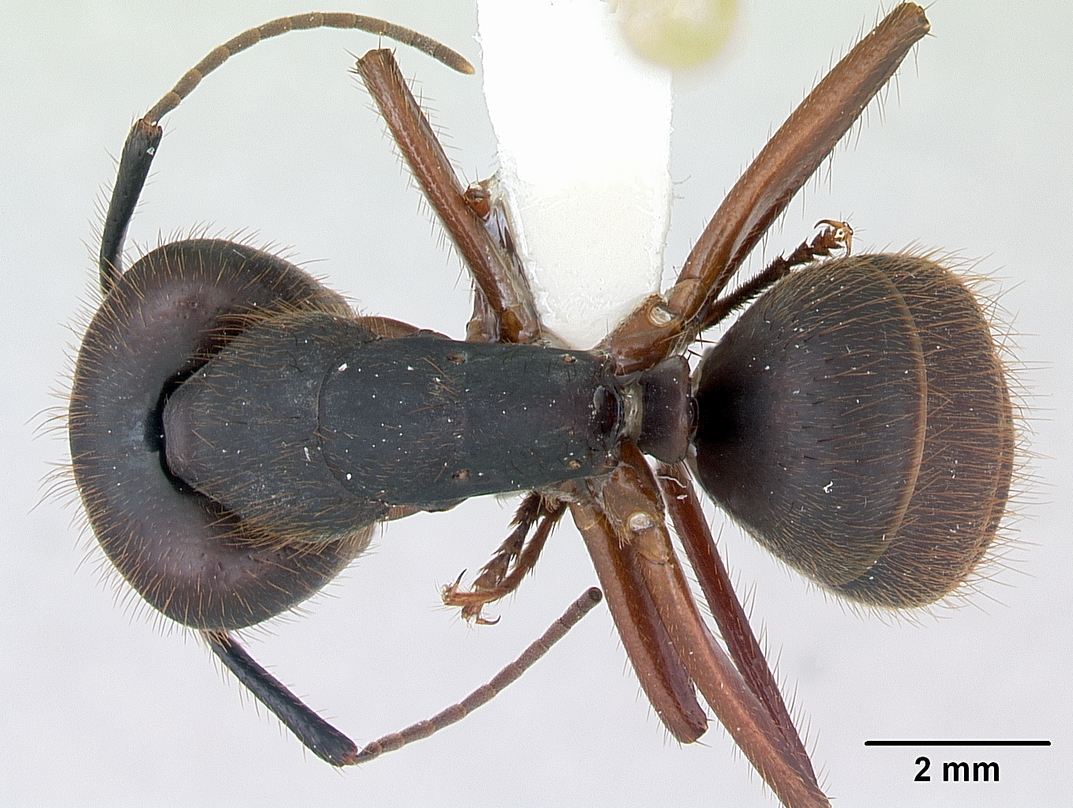
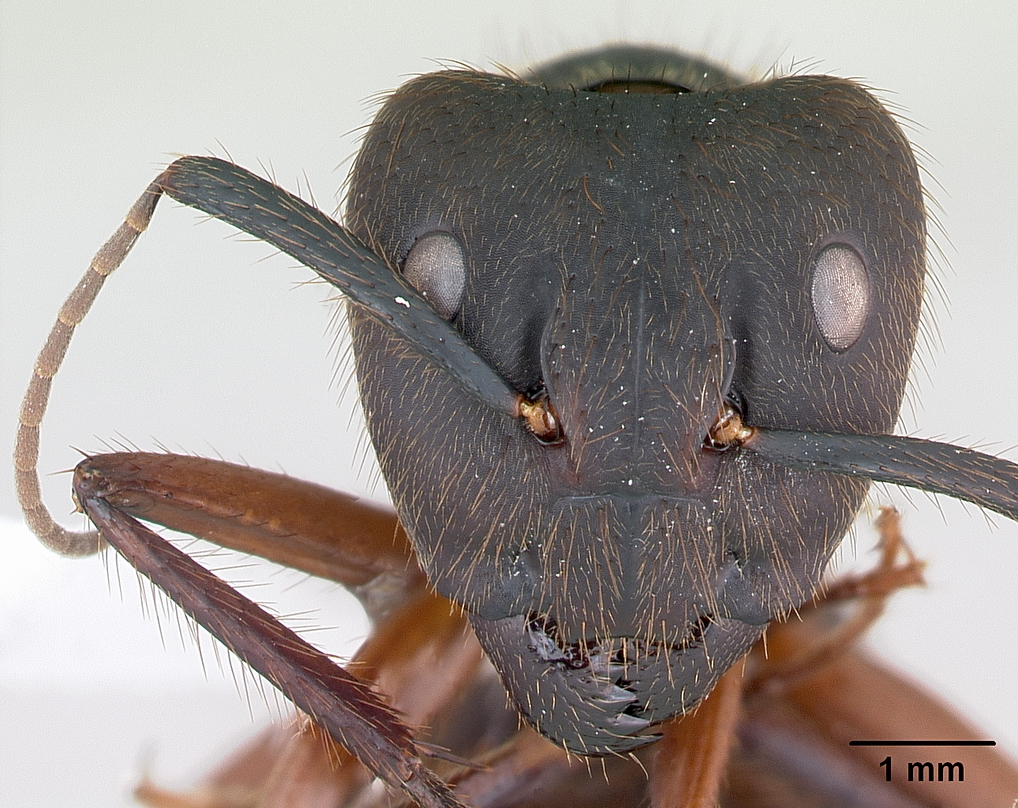
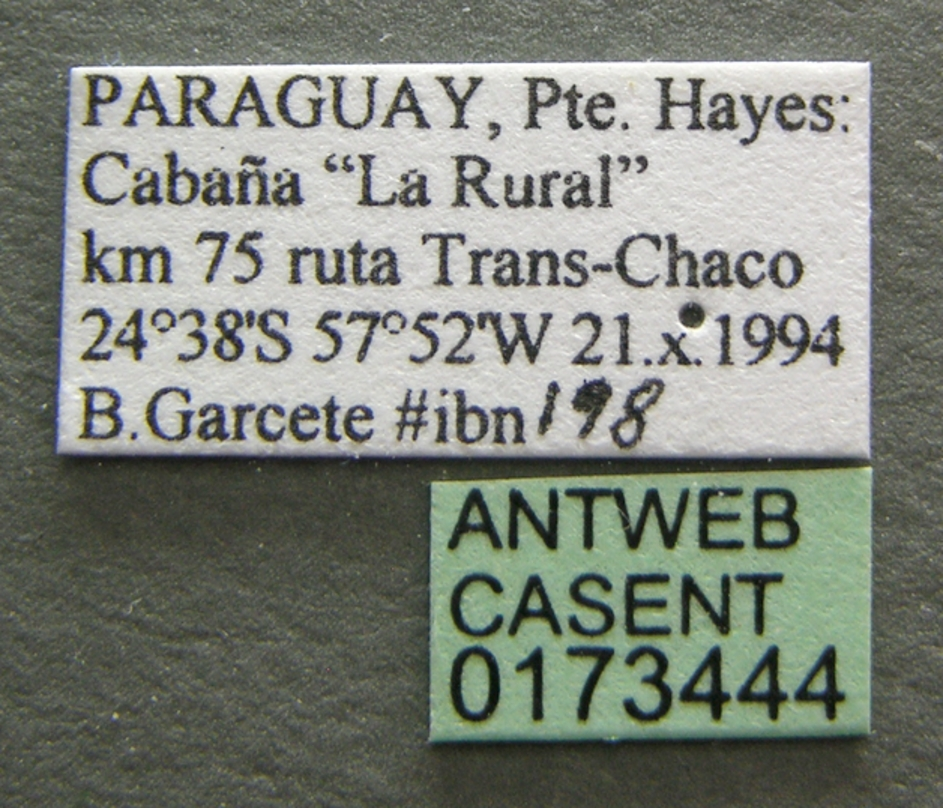
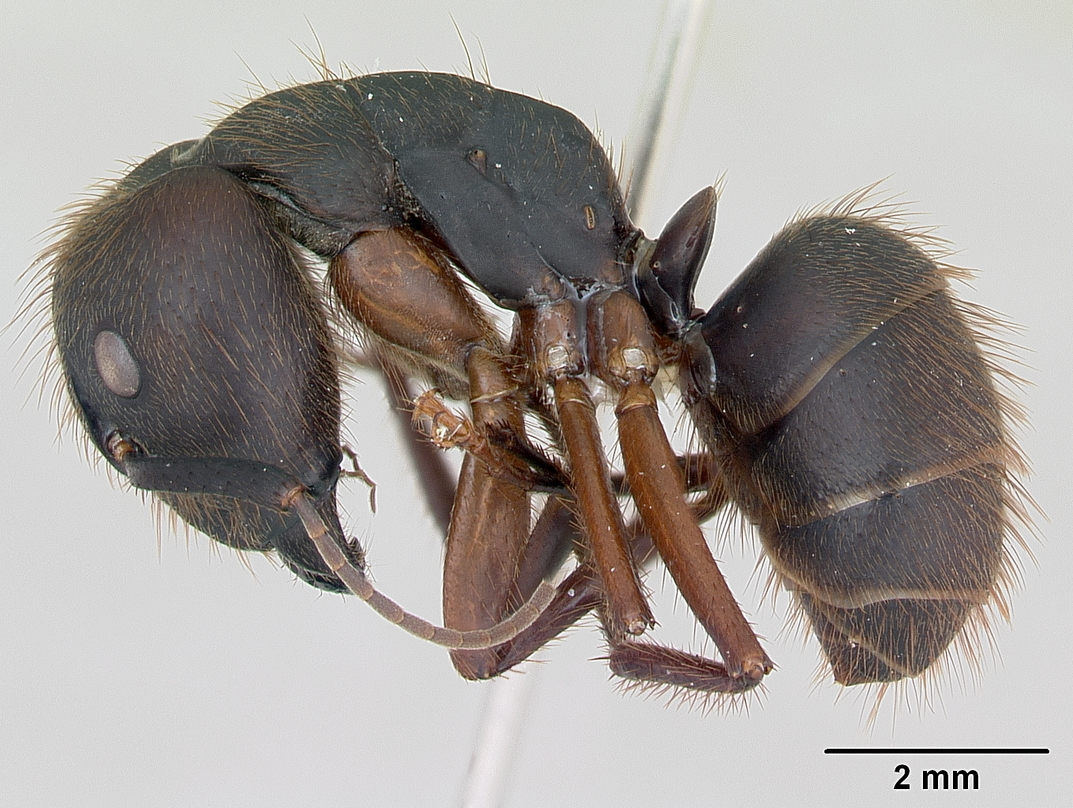